# This Is Where I Came In
This Is Where I Came In (рус. Вот когда мой выход) — двадцать второй и последний студийный альбом британской группы Bee Gees, вышедший в апреле 2001 года. Презентация диска состоялась одновременно с релизом, с новым материалом музыканты выступили в серии концертов Live by Request, транслируемых телеканалом A&E Network.
Вокальные партии альбома весьма разнообразны, звучание характеризуется присутствием различных стилей и жанров. Так, песня «This Is Where I Came In» написана в традициях инди-рока, который можно было наблюдать на пластинках Bee Gees ещё в 1960-е годы. «She Keeps on Coming» и «Voice in the Wilderness» преисполнены классическим роком, тогда как «Sacred Trust», «Just in Case» и «Wedding Day» продолжают череду лиричных баллад группы, затрагивая, прежде всего, темы, связанные с любовью. Две песни Робина «Embrace» и «Promise The Earth» можно отнести к европопу, в то время как ретроспективная композиция Барри «Technicolor Dreams» отсылается к популярным мелодиям 1930-х годов. На двух дорожках главные вокальные партии исполняет Морис, это «Man in the Middle» и «Walking on Air».
В британском чарте альбом поднялся до шестого места, а заглавная композиция с него, выпущенная одноимённым синглом «This Is Where I Came In» — до 18-го. Наивысшее место в американском хит-параде — 16-е.
Песня «Wedding Day» звучала в драматическом сериале «Провиденс» канала NBC, в серии с тем же названием. Песня «Sacred Trust» изначально была написана для группы Backstreet Boys, но те не стали включать её в свой репертуар. В 2002 году, тем не менее, она получила известность в исполнении британского бой-бэнда One True Voice, в частности, они пели её на шоу талантов Popstars The Rivals. В 2007 году, как и многие другие, альбом подвергся переизданию с подачи лейбла Reprise Records.

## Список композиций
1. «This Is Where I Came In» — 4:56
2. «She Keeps On Coming» — 3:57
3. «Sacred Trust» — 4:53
4. «Wedding Day» — 4:43
5. «Man In The Middle» — 4:21
6. «Déjà Vu» — 4:19
7. «Technicolor Dreams» — 3:04
8. «Walking On Air» — 4:05
9. «Loose Talk Costs Lives» — 4:19
10. «Embrace» — 4:43
11. «The Extra Mile» — 4:21
12. «Voice in the Wilderness» — 4:38
13. «Just In Case» — 4:23
14. «Promise The Earth» — 4:29

## Участники записи
Bee Gees
- Барри Гибб — вокал, гитара, продюсирование
- Робин Гибб — вокал, продюсирование
- Морис Гибб — клавишные, гитара, вокал, продюсирование

приглашённые музыканты
- Алан Кендалл — гитара
- Мэтт Бонелли — бас-гитара
- Робби Макинтош — гитара (6)
- Джордж "Шоколад" Перри — бас-гитара (1-2, 9, 11)
- Бен Стиверс — клавишные, фортепиано (7), электроорган (10)
- Стив Ракер — барабаны
- Питер-Джон Веттесе — программирование, бэк-вокал, продюсирование (6, 10 и 14)
- Нил Бонсанти — кларнет (7)
- Джо Барати — тромбон
- Тим Барнс — альт
- Джейсон Кардер — труба
- Хуэй Фан Чен — скрипка
- Дэвид Коул — виолончель
- Густаво Корреа — скрипка
- Дуэйн Диксон — валторна
- Орландо Форте — скрипка
- Кен Фолк — труба
- Крис Глансдорп — виолончель
- Джим Хакер — пикколо труба
- Джон Хатчинсон — тромбон
- Эрик Керли — валторна
- Джон Книскер — тромбон
- Мел Мэй Ло — скрипка
- Шерил Наберхаус — валторна
- Альфредо Оливиа — скрипка, концерт мастер
- Чонси Паттерсон — альт
- Мариуш Войтович — скрипка